# Johann von Lutz

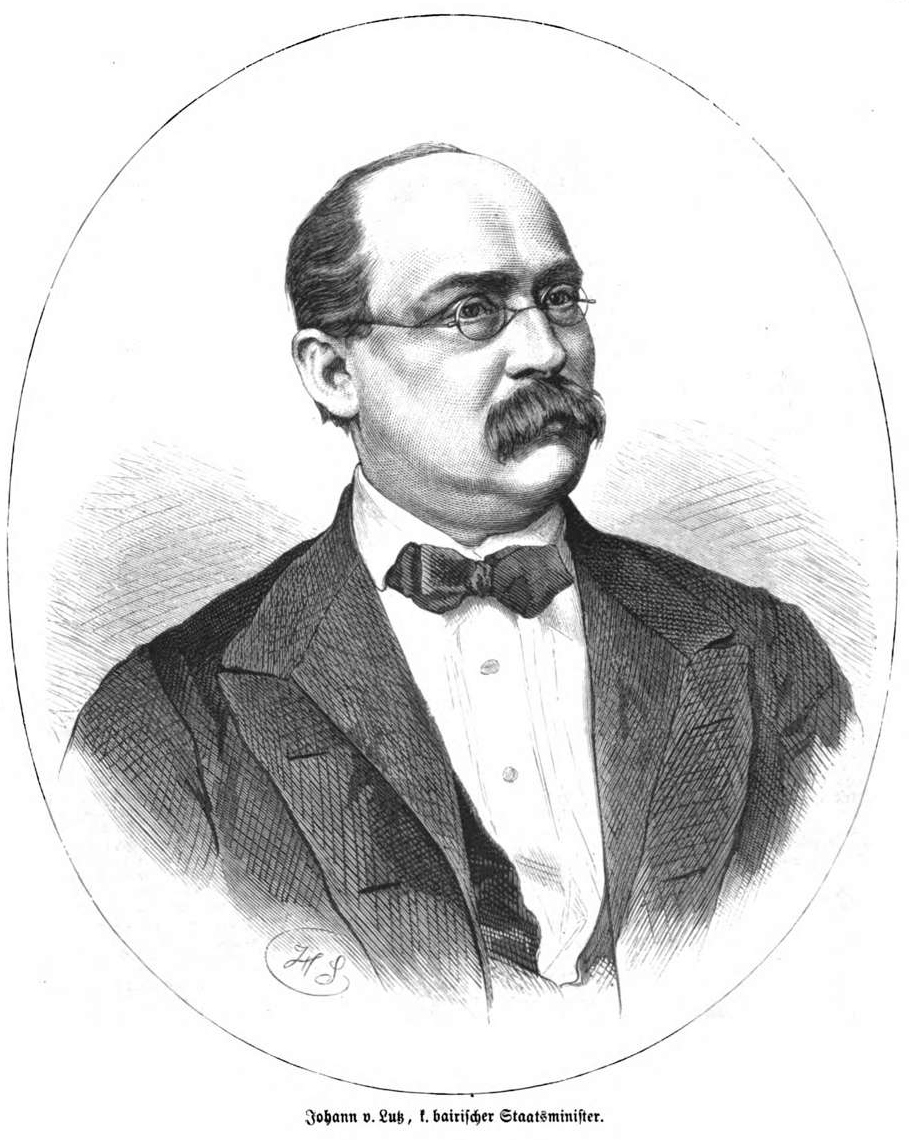
Johann von Lutz, 1871. Grafik von Hermann Scherenberg.

Johann von Lutz

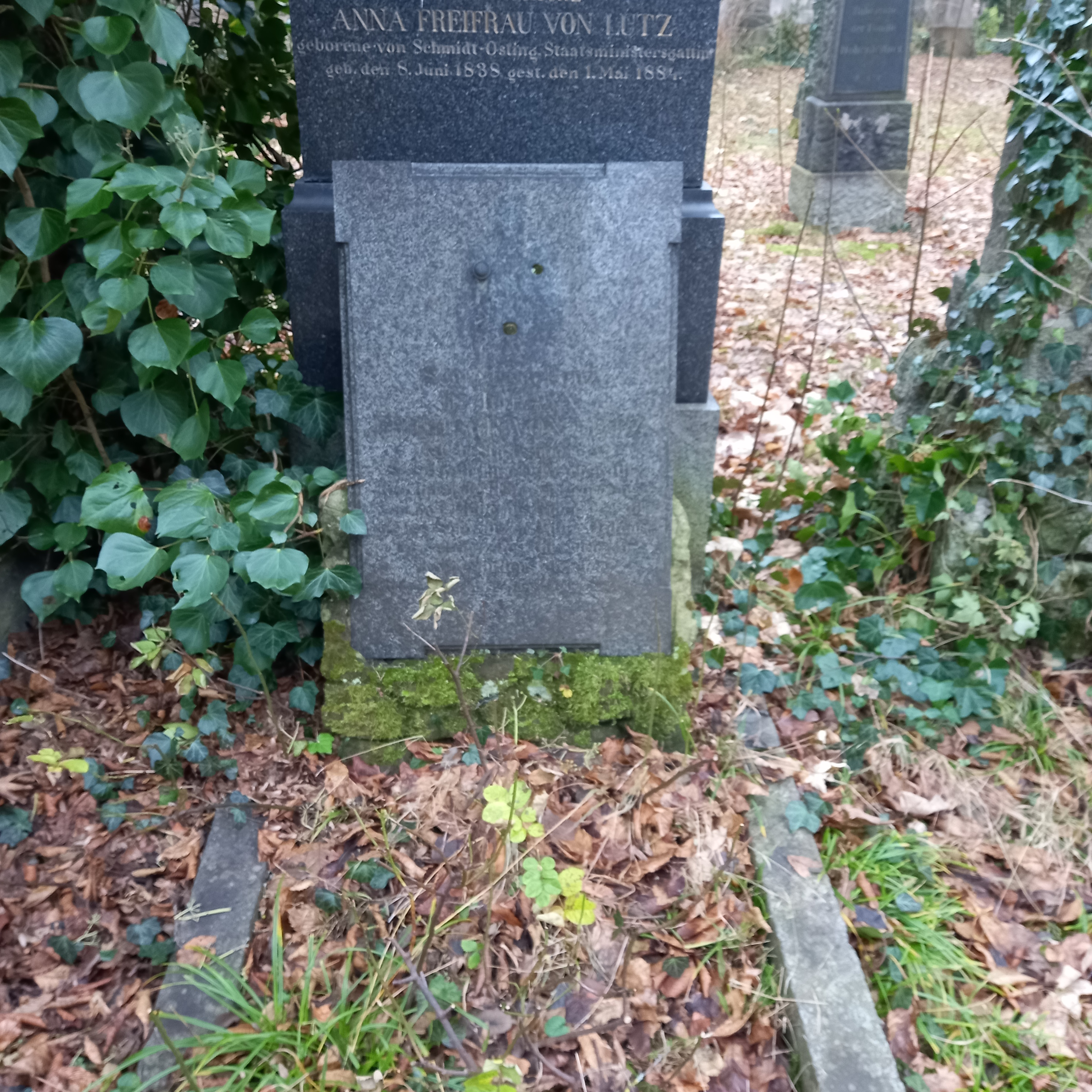
Das Grab von Johann von Lutz und seiner Ehefrau Johanna geborene Schmidt-Osting auf dem Alten Südlichen Friedhof in München

Johann Lutz, ab 1866 Ritter von Lutz, seit 1883 Freiherr von Lutz, (* 4. Dezember 1826 in Münnerstadt; † 3. September 1890 in Niederpöcking) war ein deutscher Politiker im Königreich Bayern. Er war 1869–1890 Kultusminister und ab 1880 auch Vorsitzender im Ministerrat. In die Geschichte eingegangen ist Lutz vor allem als Vertreter des Kulturkampfs und durch seine Rolle beim Sturz König Ludwigs II.

## Familie und frühe Jahre
Seine Eltern waren der Volksschul- und Musiklehrer Joseph Lutz (1801–1879) und dessen Ehefrau Magdalena, geborene Schedel (1809–1862). Sie war eine Tochter des Landarztes Karl Schedel aus Hammelburg. Ein Bruder von Johann Lutz war Caspar Lutz (1830–1898), der in Würzburg Oberpflegeamtsdirektor des Juliusspitals wurde.
Im Jahr 1853 heiratete Johann Lutz in Sommerhausen Caroline Reuß (1828–1865), eine Tochter des Rentbeamten Lorenz Reuß und der Rosina Bechert. Das Paar hatte einen Sohn und eine Tochter, darunter:
- Ernst (*  22. Februar 1859; † 19. Juli 1921) ⚭ Julie Petzold (* 11. Juli 1863; † 11. Oktober 1950)

Nach ihrem Tod heiratete er 1867 in München Anna von Schmidt-Osting (1838–1884), eine Tochter des Arztes Adolph von Schmidt-Osting und der Amalie von Habermann. Mit ihr hatte er zwei Söhne, darunter:
- Adolf Joseph Oskar (* 11. Januar 1868 in München; † 11. April 1952 in Bayrischzell)

⚭ Marie Gräfin von Bothmer (* 14. September 1874; †  24. November 1913)
⚭ Maria von Cölln (* 6. Mai 1878; †  6. Juli 1974)
Nachdem auch seine zweite Gemahlin gestorben war, heiratete Lutz 1887 in München Margareta Fretzscher (1845–1924) verwitwete Riedinger, eine Tochter des Chirurgen Georg Fretzscher und der Magdalena Langenmayr. Mit seiner letzten Frau hatte er keine weiteren Kinder.
Lutz besuchte das Johann-Philipp-von-Schönborn-Gymnasium in seiner Heimatstadt und studierte anschließend von 1843 bis 1848 an der Universität Würzburg Rechtswissenschaften. Er wirkte als bayerischer Delegierter an der Abfassung des Allgemeinen Deutschen Handelsgesetzbuches mit. 1866 wurde er mit dem Ritterkreuz des Verdienstordens der Bayerischen Krone beliehen. Damit verbunden war die Erhebung in den persönlichen Adelstand und er durfte sich nach der Eintragung in die Adelsmatrikel Ritter von Lutz nennen.

## Regierung in Bayern
1867 wurde Lutz Justiz-, 1869 Kultusminister und betrieb als solcher den bayerischen Kulturkampf, um die Suprematie des Staates gegenüber der Kirche durchzusetzen. So bot er im Auftrag der bayerischen Regierung dem Mediziner Carl Gerhardt 1872 eine Professur am Würzburger Juliusspital, der Universitätsklinik Würzburgs, an, obwohl dieser Protestant war und bis dahin fast ausnahmslos Katholiken dort Spitalärzte wurden. (Oberpflegeamtdirektor am Juliusspital war Caspar Lutz, der Bruder von Johann Lutz.)  Die bayerische Kulturkampf-Politik nach der Verkündung der Beschlüsse des 1. Vatikanischen Konzils führte 1873 zu einer Beschwerde des Papstes, der 1875 auch gegen die Einführung der Zivilehe protestierte. Die bayerischen Bischöfe brachten ihre Beschwerden 1875 offiziell vor (Plazet, Altkatholiken, Schul- und Ordenspolitik). All diese kirchlichen Initiativen prallten an der Haltung der bayerischen Regierung ab. Zu einer direkten Unterstützung der Altkatholiken kam es aber nicht. Später brachte dann die Reichsratskammer die Beschlüsse der Abgeordnetenkammer zur Beseitigung der Simultanschulen und der Zivilehe zu Fall.
Nach dem auch von Reichskanzler Otto von Bismarck 1880 erzwungenen Rücktritt des Ministerratsvorsitzenden Adolph von Pfretzschner übernahm Lutz dessen Position, die er bis zu seinem Tode behielt. Es war das einzige Mal, dass der Ministerratsvorsitzende nicht auch der Minister für auswärtige Angelegenheiten war. Lutz machte die erst 1863 auch in Bayern gegründete linksliberale Bayerische Fortschrittspartei zur Stütze der Regierung und versuchte, die Stellung des Königs zu bewahren, indem er sich nachhaltig dagegen wehrte, ihn „zur bloßen Unterschreibmaschine in den Händen der verantwortlichen Minister“ werden zu lassen. Lutz war dennoch maßgeblich am Sturz König Ludwigs II. beteiligt. Anfang 1886 verweigerte das Kabinett König Ludwig die Bürgschaft für einen Kredit in Höhe von sechs Millionen Mark, worin manche Biografen den Hauptanlass für die Entmündigung sehen. Es soll private finanzielle Hilfsangebote von Bankiers gegeben haben, die Ludwig aber nicht erreichten. Ludwig wandte sich daraufhin an Bismarck, der ihm am 14. April 1886 schrieb, er solle seinem Ministerium befehlen, die Bewilligung der erforderlichen Summen beim Landtag zu beantragen. Tatsächlich forderte Ludwig daraufhin die Vorlage des Anliegens im Landtag. Stattdessen leitete das Ministerium aber seine Entmündigung ein. Lutz hatte bereits im März Obermedizinalrat Bernhard von Gudden, Spezialist für Gehirnanatomie, beauftragt, ein Gutachten über Ludwigs Geisteszustand zu erstellen.
Auch unter Prinzregent Luitpold blieb Lutz im Amt. Er sprach sich für eine umfassende Revision des bayerischen Staatskirchenrechts aus. 1889 verteidigte er zum letzten Mal in einer großen kirchenpolitischen Debatte vor der Kammer der Abgeordneten den von ihm seit Jahrzehnten konsequent vertretenen staatskirchlichen Standpunkt, im Folgejahr drängte der Prinzregent das Ministerium Lutz zum Frieden mit der katholischen Kirche. Lutz Nachfolger im Vorsitz im bayerischen Ministerrat wurde 1890 Außenminister Friedrich Krafft von Crailsheim, als Kultusminister folgte Ludwig August von Müller.
Lutz wurde am 21. August 1880 in den erblichen Adelsstand und am 28. Dezember 1883 (Immatrikulation am 24. Februar 1884) in den Freiherrnstand erhoben.